# Estelle Adiana
Estelle Odile Adiana (née le 14 mai 1997) est une joueuse camerounaise de volley-ball féminin. Elle est membre de l'équipe du Cameroun de volley-ball féminin.

## Carrière

### Carrière  en équipe nationale
Elle fait partie de l'équipe nationale du Cameroun au Masters de Volley de Montreux 2017 (en), au Grand Prix mondial de Volleyball FIVB 2017 (en) et au Masters de Volley de Montreux 2018 (en).
Elle participe ensuite avec son équipe au Championnat du monde féminin de volley-ball 2018,.
Elle remporte la médaille d'argent des Jeux africains de 2019 puis l'or au Championnat d'Afrique féminin de volley-ball 2019 et au Championnat d'Afrique féminin de volley-ball 2021.

### Carrière en club
- Cameroun Nyong-et-Kellé VB (-2018)
- Cameroun INJS Yaoundé (2018-)

## Palmarès
- Médaille d'or au Championnat d'Afrique 2019 et 2021
- Médaille d'argent des Jeux africains de 2019.